# Okręg wyborczy Dungarvan
Okręg wyborczy Dungarvan powstał w 1801 r. i wysyłał do brytyjskiej Izby Gmin jednego deputowanego. Okręg obejmował miasto i port Dungarvan w irlandzkim hrabstwie Waterford. Został zlikwidowany w 1885 r.

## Deputowani do brytyjskiej Izby Gmin z okręgu Dungarvan
- 1801–1802: Edward Lee, wigowie
- 1802–1806: William Greene, wigowie
- 1806–1820: George Walpole, wigowie
- 1820–1822: Augustus Clifford, wigowie
- 1822–1834: George Lamb, wigowie
- 1834–1835: Ebenezer Jacob
- 1835–1837: Michael O’Loghlen
- 1837–1837: John Power
- 1837–1841: Cornelius O’Callaghan
- 1841–1851: Richard Lalor Sheil
- 1851–1852: Charles Ponsonby, wigowie
- 1852–1865: John Francis Maguire
- 1865–1868: Charles Robert Barry
- 1868–1874: Henry Matthews, Partia Konserwatywna
- 1874–1877: John O’Keefe
- 1877–1885: Frank Hugh O’Donnell